# Cascades Maria Cristina
Les Cascades Maria Cristina són unes cascades del riu Agus, a l'illa de Mindanao (Filipines). De vegades s'anomenen «cascades bessones», ja que el flux d'aigua està separat per una roca a la vora de la cascada.
Es troben prop de la ciutat Iligan, sobrenomenada la Ciutat de les majestuoses cascades, a causa de la presència de més de 20 cascades a la rodalia de la ciutat. Es troba a 9,3 km al sud-oest de la ciutat pròpiament dita, als límits del barangays Maria Cristina, Ditucalan i Buru-un.
Conegudes per la seva grandesa natural, els 98 metres d'alçada de les cascades són la principal font d'energia elèctrica per a les indústries de la ciutat, aprofitada per la central hidroelèctrica Agus VI.

## Central hidroelèctrica Agus VI
Les cascades Maria Cristina fan funcionar la central hidroelèctrica Agus VI, una de les diverses plantes hidroelèctriques que aprofiten el riu Agus. La central té una capacitat potencial de 200 MW, subministrada per un cabal d'aigua de prop de 130 m³/s.
Agus VI és operada per la National Power Corporation, i va ser encarregat el 31 de maig de 1953. Segons el pla de desenvolupament de la Super regió de Mindanao, sota la presidència de Gloria Macapagal-Arroyo, l'Agus VI té previst un projecte d'actualització de 1.856 bilions de pesos filipins.